# Señal diferencial de bajo voltaje
El sistema de señal diferencial de bajo voltaje o LVDS (low-voltage differential signaling), es un sistema de transmisión de señales a alta velocidad sobre medios de transmisión baratos, como puede ser el par trenzado. Fue introducido en 1994 y se hizo popular en redes de computadores de alta velocidad para la transmisión de datos.

## Descripción

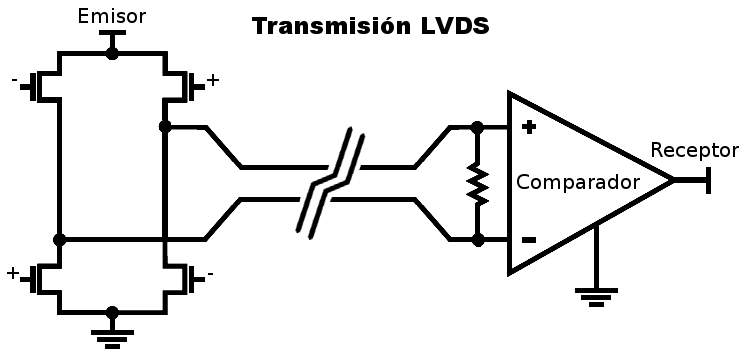
Transmisión LVDS.

LVDS es un sistema de señal diferencial, lo que significa que la señal es transmitida por duplicado por el emisor pero con diferente voltaje, una señal transmitida con signo positivo, mientras que la otra es transmitida con signo negativo. Para ello se requieren dos cables diferenciados. Una vez la señal llega al receptor, éste se encarga de comparar ambas señales, y comprobar cuál de las dos tiene mayor potencial y asignar el valor lógico que corresponda.
La transmisión de los datos de los sistemas que utilizan este tipo de transmisión de señal se realiza en serie (bit a bit), debido a tener que doblar el número de cables necesarios para la transmisión, lo que en sistemas de transmisión en paralelo sería inviable. El objetivo de la transmisión diferencial es poder recuperar más fácilmente la señal en el receptor, gracias a que es más fácil comprobar qué señal es más positiva que otra, que obtener el potencial de la señal.